# Neorutenbergia
Neorutenbergia là một chi rêu trong họ Rutenbergiaceae.